# Franz Rös
Franz Rös (* 25. Dezember 1920 in Bad Hersfeld; † 5. April 2011) war ein Generalmajor der Nationalen Volksarmee (NVA) der Deutschen Demokratischen Republik (DDR).

## Leben
Rös übte zunächst wie sein Vater den Beruf des Tuchwebers aus. Zwischen 1939 und 1944 diente er in der Wehrmacht als Unteroffizier der Flakartillerie und geriet dann bis 1945 in sowjetische Kriegsgefangenschaft.
Nachdem er 1945 in die KPD eintrat, wurde er am 15. November 1945 Schutzpolizist in Sömmerda, wo er 1946 auch Mitglied der SED wurde. Nach einer einjährigen Verwendung als Referatsleiter für Kader bei der Volkspolizeiinspektion (VP-Inspektion) Thüringen war er von 1948 bis 1949 Kommandeur der 6. VP-Inspektion Thüringen. Im Anschluss daran war er zunächst Kompaniechef an der VP-Schule Naumburg (Saale) sowie dann zwischen 1950 und 1952 Kommandeur des 1. Kommandos der VP-Bereitschaft Weißenfels. Nachdem er Offiziershörer an der Hochschule für Offiziere war, war er 1953 bis 1954 mit der Führung des Kommandos der Kasernierten Volkspolizei (KVP) in Pinnow (Uckermark) beauftragt. Nach einer kurzen Verwendung als Stellvertretender Kommandeur für Ausbildung des KVP-Kommandos Prenzlau war er zwischen 1954 und 1956 Kommandeur des KVP-Kommandos Pinnow.
Danach folgte eine zweijährige Verwendung als Stellvertretender Kommandeur für Ausbildung der 9. Panzerdivision. Am 1. September 1958 wurde er im Range eines Obersts mit der Führung der 7. Panzerdivision in Dresden beauftragt und behielt dieses Amt bis zum 31. Oktober 1960. Nach einer kurzen Offiziershörerschaft an der Militärakademie Friedrich Engels in Dresden war er 1961 bis 1965 1. Stellvertretender Kommandeur der 11. motorisierten Schützendivision (11. MSD) in Halle. Nach einem zweijährigen erneuten Offiziershörerstudium an der Militärakademie „Friedrich Engels“, das er 1967 mit dem akademischen Grad eines Diplom-Militärwissenschaftlers abschloss, war er bis 1969 Stellvertretender Chef für territoriale Arbeit des Wehrbezirkskommandos Halle. Danach war er dort Stellvertretender Chef und Chef des Stabes, ehe er schließlich von 1974 bis zu seiner Entlassung am 31. Januar 1982 Chef des Wehrbezirkskommandos Halle war. Am 5. Oktober 1978 wurde er anlässlich des 29. Gründungstages der DDR vom Vorsitzenden des Nationalen Verteidigungsrates der DDR, Erich Honecker, zum Generalmajor ernannt. Von März 1976 bis Februar 1986 war er Mitglied der SED-Bezirksleitung Halle, zuletzt als Parteiveteran.
Rös lebte zuletzt in Halle (Saale).

## Auszeichnungen
- 1980 Vaterländischer Verdienstorden in Silber
- Kampforden „Für Verdienste um Volk und Vaterland“ in Gold